# Johannes Meursius
Johannes Meursius (van Meurs) (Loosduinen, 1579. február 9. – Sorø, 1639. szeptember 20.) holland klasszika-filológus. Az európai kultúrkörben VII. Konstantin műve a birodalom kormányzásáról az ő kiadásai (1611, 1617) alapján vált ismertté, amelynek magyar vonatkozású részeit 1739-ben Kéri Borgia Ferenc tette először közzé.